# Xian de Cuona
Le xian de Cuona (chinois : 错那县 ; pinyin : cuònà xiàn ; tibétain : མཚོ་སྣ་རྫོང་།, Wylie : mtsho sna rdzong, pinyin tibétain : Cona Zong) est un district administratif de la région autonome du Tibet en Chine. Il est placé sous la juridiction de la préfecture de Shannan. La majorité de sa population est d'ethnie Monba, qui vit également sur la région voisine et frontalière de l'Arunachal Pradesh, en Inde.

## Démographie
La population du district était de 15 132 habitants en 1999.